# Scarborough (Schiff)
Die Scarborough war ein britisches Transportschiff von 418 Tonnen Gewicht und knapp 34 Meter Länge und 9 Meter Breite. Es wurde 1782 in Scarborough, North Yorkshire gebaut und war als Sträflingstransporter Teil der First Fleet, die 1788 mit europäischen Siedler und Sträflingen in Australien ankam. Auch an der 1790 folgenden Second Fleet nahm sie teil.
Ihr Kapitän war John Marshall, der Schiffsarzt war Dennis Considen. Sie lief am 13. Mai 1787 mit 208 männlichen Sträflingen an Bord von Portsmouth aus und traf am 19. Januar 1788 in der Botany Bay in Australien ein. Da sich diese Bucht nicht für einen Hafen eignete, ankerte sie am 26. Januar 1788 vor Port Jackson.
Zusammen mit der Charlotte verließ sie am 6. Mai 1788 Port Jackson, zuerst mit Ziel China. Am 17. Mai 1788 landete sie auf Lord Howe Island, um Vögel und Gemüse an Bord zu nehmen. Auf der Reise Richtung China wurden zahlreiche neue Inseln entdeckt. Die Scarborough kam am 15. Juni 1789 wieder in England an.
Sie legte mit der Neptune und der Surprize in der berüchtigten Second Fleet am 19. Januar 1790 mit 253 männlichen Sträflingen an Bord nach Australien ab. Kapitän auf der zweiten Fahrt war wieder John Marshall, Schiffsarzt war Augustus Jacob Beyer. Am 13. April 1790 kam sie am Kap der Guten Hoffnung an und verbrachte hier 16 Tage. Sie übernahm Proviant und 8 Sträflinge von der gesunkenen Guardian.
Auf der Weiterfahrt wurden sie und die Neptune in schwerem Wetter von der Surprize getrennt und kam am 28. Juni 1790 nach einer Reise von 190 Tagen in Port Jackson an. Auf der Reise starben 73 (28 %) der Sträflinge, weitere 96 (37 %) waren bei der Landung krank.